# Яловское сельское поселение
Яловское сельское поселение — муниципальное образование в южной части Красногорского района Брянской области. Административный центр — село Яловка.
Образовано в результате проведения муниципальной реформы в 2005 году, путём слияния дореформенных Яловского и Увельского сельсоветов.

## Населённые пункты
| № | Населённый пункт | Тип  | Население |
| - | ---------------- | ---- | --------- |
| 1 | Яловка           | село | ↘314      |
| 2 | Городечня        | село | ↘69       |
| 3 | Увелье           | село | ↘291      |

## Население
| 2010 | 2011 | 2012 | 2013 | 2014 | 2015 | 2016 | 2017 | 2018 |
| ---- | ---- | ---- | ---- | ---- | ---- | ---- | ---- | ---- |
| 845  | ↘837 | ↘774 | ↘674 | ↘543 | ↘428 | ↘427 | ↗435 | ↘425 |
| 2019 | 2020 | 2021 |      |      |      |      |      |      |
| ↗444 | ↘426 | ↗450 |      |      |      |      |      |      |

## Катастрофа на Чернобыльской АЭС
В результате аварии на Чернобыльской АЭС 26 апреля 1986 года территория западной части района была загрязнена долгоживущими радионуклидами: плутонием, америцием, строением, цезием.
Согласно Распоряжению Правительства РФ Суражский район:
Согласно постановлению Правительства РФ:
II. Зона отселения
- Яловское сельское поселение — с. Яловка, с. Увелье

III. Зона проживания с правом на отселение
- Яловское сельское поселение — с. Городечня

## Известные уроженцы и жители
- Брит Анастасия Ефремовна –Заслуженный учитель РСФСР, Отличник народного просвещения, учитель русского языка и литературы,
- Брит Василий Иванович – заслуженный врач РФ, кандидат медицинских наук.
- Крупеня Петр Николаевич (род. 20 января 1957 года в селе Увелье Красногорского района Брянской области) –руководитель следственного управления Следственного комитета Российской Федерации по Псковской области.
- Ткаченко Петр Григорьевич – заслуженный учитель РФ, Отличник народного просвещения.
- Шаболтай, Пётр Михайлович (род. 11 августа 1951, село Увелье, Брянская область) — российский режиссёр, музыкант и педагог, генеральный директор и художественный руководитель Государственного Кремлёвского дворца. Народный артист РФ (2002). Президент Международного Союза деятелей эстрадного искусства.